# Saison 2023 de Ligue1 Québec
 (juillet 2023).
Si vous disposez d'ouvrages ou d'articles de référence ou si vous connaissez des sites web de qualité traitant du thème abordé ici, merci de compléter l'article en donnant les références utiles à sa vérifiabilité et en les liant à la section « Notes et références ».
Navigation
PLSQ 2022 L1QC 2024
La saison 2023 de Ligue1 Québec est la 12e édition du championnat, créé en 2012 et la première sous l'appellation Ligue1 Québec. Le plus haut niveau du football au Québec (et le 3e niveau du football canadien avec la League1 Ontario et la League1 Colombie-Britannique), le championnat est organisé par Soccer Québec. Il s'agit de la première saison suivant un changement d'identité de la ligue pour la faire concorder avec le reste des ligues de 3e division de Ligue1 Canada. 12 équipes s'opposent pendant le championnat. Lors de cette saison, le FC Laval défend son titre contre les 11 équipes ayant participé à l'édition précédente.
Une place qualificative pour le Championnat canadien de soccer est attribuée par le biais de la Ligue1. Le Championnat canadien permet d’accéder à la Coupe des champions de la CONCACAF.

## Participants
Un total de douze équipes participent au championnat, tous étant déjà présentes lors de la saison précédente. Parmi ces clubs, l'AS Blainville est le seul club à avoir participé au championnat depuis la saison inaugurale en 2012.
| Club                     | Participe depuis | Classement 2022 | Localité                                | Nombre de saisons complétées en L1QC |
| ------------------------ | ---------------- | --------------- | --------------------------------------- | ------------------------------------ |
| FC Laval                 | 2018             | 1er             | Laval, Laval                            | 5                                    |
| CS Saint-Laurent         | 2022             | 2e              | Saint-Laurent, Montréal                 | 1                                    |
| AS Blainville            | 2012             | 3e              | Blainville, Laurentides                 | 11                                   |
| CS Mont-Royal Outremont  | 2013             | 4e              | Mont-Royal, Montréal                    | 9                                    |
| CS Longueuil             | 2014             | 5e              | Longueuil, Montérégie                   | 9                                    |
| CF Montréal rés.         | 2022             | 6e              | Mercier-Hochelaga-Maissoneuve, Montréal | 1                                    |
| CS Saint-Hubert          | 2017             | 7e              | Saint-Hubert, Montérégie                | 6                                    |
| Royal-Sélect de Beauport | 2021             | 8e              | Beauport, Québec                        | 2                                    |
| AS Laval                 | 2019             | 9e              | Laval, Laval                            | 3                                    |
| Celtix du Haut-Richelieu | 2020             | 10              | Saint-Jean-sur-Richelieu, Montérégie    | 3                                    |
| CS Lanaudière-Nord       | 2012             | 11              | Lanaudière                              | 5                                    |
| Ottawa South United      | 2020             | 12              | Ottawa, Ontario                         | 2                                    |

Légende des couleurs
- Tour préliminaire du Championnat canadien de soccer 2023

## Compétition

### Règlement
Le classement est calculé avec le barème de points suivant: un match gagné vaut trois points, un match nul vaut un point et une défaite vaut aucun point.
Le départage du classement au cas où une égalité survienne  est déterminé selon six critères
1. le plus grand nombre de points obtenus ;
2. le plus grand nombre de points obtenues dans les matchs entre les équipes concernées ;
3. la différence de buts particulière dans les matchs entre les équipes concernées ;
4. le plus grand nombre de victoires ;
5. la meilleure différence de buts générale ;
6. le plus grand nombre de buts marqués ;

Si l'égalité persiste pour la première place, un match de barrage est organisé pour départager le gagnant. Pour les autres positions du classement, les clubs concernées seront considérés égaux.
Le club qui remporte la Première ligue est sacré champion du Québec.

### Classement
Source : Classement sur le site de Spordle.
| Rang | Équipe                   | Pts  | J  | G  | N | P  | Bp | Bc | Diff |
| ---- | ------------------------ | ---- | -- | -- | - | -- | -- | -- | ---- |
| 1    | CS Saint-Laurent C       | 55   | 22 | 18 | 1 | 3  | 68 | 20 | +48  |
| 2    | RS Beauport              | 45   | 22 | 13 | 6 | 3  | 45 | 27 | +18  |
| 3    | CS Mont-Royal Outremont  | 41   | 22 | 12 | 5 | 5  | 35 | 18 | +17  |
| 4    | FC Laval T               | 40   | 22 | 12 | 4 | 6  | 45 | 34 | +11  |
| 5    | CF Montréal rés.         | 40   | 22 | 12 | 4 | 6  | 29 | 23 | +6   |
| 6    | CS Saint-Hubert          | 30   | 22 | 8  | 6 | 8  | 34 | 35 | -1   |
| 7    | AS Blainville            | 30   | 22 | 9  | 3 | 10 | 36 | 35 | +1   |
| 8    | CS Longueuil             | 26   | 22 | 7  | 5 | 10 | 31 | 33 | -2   |
| 9    | AS Laval                 | 24   | 22 | 7  | 3 | 12 | 30 | 36 | -6   |
| 10   | Celtix du Haut-Richelieu | 20   | 22 | 5  | 5 | 12 | 35 | 53 | -18  |
| 11   | Ottawa South United      | 18-1 | 22 | 5  | 4 | 13 | 25 | 48 | -23  |
| 12   | CS Lanaudière-Nord       | 2    | 22 | 0  | 2 | 20 | 18 | 69 | -51  |

Qualifications
Championnat canadien de soccer
- 1er : Tour préliminaire du Championnat canadien de soccer 2024

Abréviations
- T : Tenant du titre
- C : Vainqueur de la Coupe L1QC 2023
- -1 : Points de pénalité

### Résultats
| Résultats (▼dom., ►ext.)                                   | RSB | ASB | CHR | LAN | ASL | FCL | CSL | CFM | MRO | OSU | STH | STL |
| Beauport                                                   |     | 2-1 | 4-1 | 2-0 | 2-1 | 0-0 | 2-0 | 2-2 | 1-0 | 3-3 | 3-1 | 4-1 |
| Blainville                                                 | 1-1 |     | 3-1 | 5-3 | 1-0 | 0-4 | 0-1 | 1-1 | 1-3 | 1-3 | 0-0 | 1-0 |
| Haut-Richelieu                                             | 2-2 | 2-1 |     | 3-1 | 3-2 | 1-2 | 1-1 | 1-2 | 1-1 | 0-1 | 2-6 | 1-3 |
| Lanaudière-Nord                                            | 1-5 | 1-4 | 3-5 |     | 0-0 | 0-3 | 1-3 | 0-2 | 0-2 | 1-2 | 2-3 | 1-5 |
| AS Laval                                                   | 4-1 | 0-3 | 2-1 | 3-0 |     | 0-2 | 3-1 | 1-0 | 1-2 | 3-1 | 3-1 | 3-3 |
| FC Laval                                                   | 0-4 | 0-2 | 3-3 | 5-1 | 3-0 |     | 4-3 | 3-0 | 0-4 | 3-1 | 1-1 | 2-0 |
| Longueuil                                                  | 0-1 | 0-2 | 3-0 | 1-1 | 2-1 | 1-1 |     | 0-2 | 0-0 | 4-0 | 3-1 | 1-5 |
| Montréal                                                   | 1-0 | 3-2 | 4-0 | 2-0 | 1-1 | 0-2 | 3-2 |     | 0-0 | 1-0 | 2-1 | 0-2 |
| Mont-Royal Outremont                                       | 3-4 | 3-0 | 2-1 | 3-0 | 1-0 | 1-0 | 2-0 | 2-0 |     | 3-0 | 1-1 | 0-2 |
| Ottawa                                                     | 0-1 | 1-3 | 1-4 | 3-1 | 2-1 | 3-4 | 1-1 | 1-2 | 1-1 |     | 0-0 | 0-6 |
| Saint-Hubert                                               | 0-0 | 2-1 | 2-2 | 3-0 | 2-1 | 3-2 | 1-4 | 0-1 | 3-1 | 2-1 |     | 0-3 |
| Saint-Laurent                                              | 5-1 | 4-3 | 4-0 | 5-1 | 4-0 | 6-1 | 1-0 | 2-0 | 2-0 | 3-0 | 2-1 |     |
| - Victoire à domicile - Match nul - Victoire à l'extérieur |     |     |     |     |     |     |     |     |     |     |     |     |

1. ↑  Ottawa déclare forfait pour le match, initialement prévu pour la 9e journée, mais reporté après la 12e journée. Saint-Laurent est déclaré vainqueur par la marque de 3-0[4].

## Statistiques

### Domicile et extérieur
| Rang | Équipe                   | Pts | J  | G  | N | P  | Bp | Bc | Diff |
| ---- | ------------------------ | --- | -- | -- | - | -- | -- | -- | ---- |
| 1    | CS Saint-Laurent         | 33  | 11 | 11 | 0 | 0  | 39 | 7  | +32  |
| 2    | RS Beauport              | 27  | 11 | 8  | 3 | 0  | 25 | 10 | +15  |
| 3    | CS Mont-Royal Outremont  | 23  | 11 | 7  | 2 | 2  | 21 | 8  | +13  |
| 4    | CF Montréal rés.         | 23  | 11 | 7  | 2 | 2  | 17 | 10 | +7   |
| 5    | AS Laval                 | 22  | 11 | 7  | 1 | 3  | 23 | 15 | +8   |
| 6    | FC Laval                 | 20  | 11 | 6  | 2 | 3  | 24 | 19 | +5   |
| 7    | CS Saint-Hubert          | 20  | 11 | 6  | 2 | 3  | 18 | 16 | +2   |
| 8    | CS Longueuil             | 15  | 11 | 4  | 3 | 4  | 15 | 14 | +1   |
| 9    | AS Blainville            | 15  | 11 | 4  | 3 | 4  | 14 | 17 | -3   |
| 10   | Celtix du Haut-Richelieu | 12  | 11 | 3  | 3 | 5  | 17 | 22 | -5   |
| 11   | Ottawa South United      | 9   | 11 | 2  | 3 | 6  | 13 | 24 | -11  |
| 12   | CS Lanaudière-Nord       | 1   | 11 | 0  | 1 | 10 | 10 | 34 | -24  |

| Rang | Équipe                   | Pts | J  | G | N | P  | Bp | Bc | Diff |
| ---- | ------------------------ | --- | -- | - | - | -- | -- | -- | ---- |
| 1    | CS Saint-Laurent         | 22  | 11 | 7 | 1 | 3  | 30 | 13 | +17  |
| 2    | FC Laval                 | 21  | 11 | 6 | 3 | 2  | 21 | 15 | +6   |
| 3    | RS Beauport              | 18  | 11 | 5 | 3 | 3  | 20 | 17 | +3   |
| 4    | CF Montréal rés.         | 17  | 11 | 5 | 2 | 4  | 12 | 13 | -1   |
| 5    | CS Mont-Royal Outremont  | 16  | 11 | 4 | 4 | 3  | 14 | 10 | +4   |
| 6    | AS Blainville            | 15  | 11 | 5 | 0 | 6  | 22 | 18 | +4   |
| 7    | CS Longueuil             | 11  | 11 | 3 | 2 | 6  | 16 | 19 | -3   |
| 8    | Ottawa South United      | 10  | 11 | 3 | 1 | 7  | 12 | 24 | -12  |
| 9    | CS Saint-Hubert          | 10  | 11 | 2 | 4 | 5  | 16 | 19 | -3   |
| 10   | Celtix du Haut-Richelieu | 8   | 11 | 2 | 2 | 7  | 18 | 31 | -13  |
| 11   | AS Laval                 | 2   | 11 | 0 | 2 | 9  | 7  | 21 | -14  |
| 12   | CS Lanaudière-Nord       | 1   | 11 | 0 | 1 | 10 | 8  | 35 | -27  |

### Évolution du classement
Ce tableau présente l'évolution du classement au fil des vingt-deux journées de compétition.
| Journée →            | 1  | 2  | 3  | 4  | 5  | 6  | 7  | 8  | 9  | 10 | 11 | 12 | 13 | 14 | 15 | 16 | 17 | 18 | 19 | 20 | 21 | 22 | Lead |
| Équipe               |    |    |    |    |    |    |    |    |    |    |    |    |    |    |    |    |    |    |    |    |    |    |      |
| -------------------- | -- | -- | -- | -- | -- | -- | -- | -- | -- | -- | -- | -- | -- | -- | -- | -- | -- | -- | -- | -- | -- | -- | ---- |
| Beauport             | 3  | 4  | 3  | 2  | 2  | 2  | 2  | 1  | 1  | 2  | 2  | 2  | 4  | 2  | 2  | 2  | 2  | 2  | 2  | 2  | 2  | 2  | 2    |
| Blainville           | 7  | 9  | 7  | 7  | 9  | 10 | 10 | 6  | 8  | 7  | 7  | 7  | 7  | 5  | 7  | 4  | 7  | 7  | 7  | 7  | 7  | 7  |      |
| Haut-Richelieu       | 7  | 11 | 11 | 12 | 11 | 9  | 8  | 9  | 10 | 10 | 10 | 10 | 10 | 10 | 10 | 10 | 11 | 10 | 10 | 10 | 10 | 10 |      |
| Lanaudière-Nord      | 7  | 10 | 10 | 11 | 12 | 12 | 12 | 12 | 12 | 12 | 12 | 12 | 12 | 12 | 12 | 12 | 12 | 12 | 12 | 12 | 12 | 12 |      |
| AS Laval             | 11 | 12 | 12 | 8  | 7  | 8  | 7  | 8  | 9  | 9  | 8  | 8  | 8  | 9  | 9  | 9  | 8  | 9  | 9  | 9  | 9  | 9  |      |
| FC Laval             | 2  | 5  | 4  | 3  | 4  | 5  | 5  | 5  | 4  | 4  | 4  | 4  | 5  | 6  | 4  | 5  | 4  | 4  | 4  | 4  | 5  | 4  |      |
| Longueuil            | 12 | 7  | 6  | 5  | 5  | 4  | 4  | 4  | 5  | 8  | 9  | 9  | 9  | 8  | 8  | 8  | 9  | 8  | 8  | 8  | 8  | 8  |      |
| Montréal             | 6  | 2  | 5  | 6  | 6  | 7  | 6  | 7  | 6  | 5  | 6  | 5  | 3  | 4  | 5  | 6  | 5  | 5  | 5  | 5  | 4  | 5  |      |
| Mont-Royal Outremont | 3  | 3  | 2  | 4  | 3  | 3  | 3  | 3  | 3  | 3  | 3  | 3  | 2  | 3  | 3  | 3  | 3  | 3  | 3  | 3  | 3  | 3  |      |
| Ottawa               | 3  | 6  | 8  | 9  | 10 | 11 | 11 | 11 | 11 | 11 | 11 | 11 | 11 | 11 | 11 | 11 | 10 | 11 | 11 | 11 | 11 | 11 |      |
| Saint-Hubert         | 10 | 8  | 9  | 10 | 8  | 6  | 9  | 10 | 7  | 6  | 5  | 6  | 6  | 7  | 6  | 7  | 6  | 6  | 6  | 6  | 6  | 6  |      |
| Saint-Laurent        | 1  | 1  | 1  | 1  | 1  | 1  | 1  | 2  | 2  | 1  | 1  | 1  | 1  | 1  | 1  | 1  | 1  | 1  | 1  | 1  | 1  | 1  | 20   |

En gras et italique, les équipes comptant un match en retard (exemple : 2 pour Saint-Laurent à l’issue de la 9e journée). En gras, italique et souligné, les équipes comptant deux matchs en retard (exemple: 12 pour Lanaudière-Nord à l'issue de la 12e journée).
1. ↑  Lanaudière-Nord-Montréal, rencontre comptant pour la 8e journée, est reportée en raison du smog causé par des Feux de forêt. Le match est joué après la 11e journée.
2. ↑  Saint-Laurent-Ottawa et Haut-Richelieu-Longueuil, rencontres comptant pour la 9e journée, sont reportées en raison d'orages. Le match Haut-Richelieu-Longueuil est joué après la 12e journée, alors qu'Ottawa déclare forfait pour le match contre Saint-Laurent.
3. ↑  Blainville-Lanaudière-Nord, rencontre comptant pour la 11e journée, est reportée en raison de vandalisme au Parc Blainville. Le match est joué après la 13e journée.

#### Résultats par match
| Journée ╱ Équipe     | 1 | 2 | 3 | 4 | 5 | 6 | 7 | 8 | 9 | 10 | 11 | 12 | 13 | 14 | 15 | 16 | 17 | 18 | 19 | 20 | 21 | 22 |
| -------------------- | - | - | - | - | - | - | - | - | - | -- | -- | -- | -- | -- | -- | -- | -- | -- | -- | -- | -- | -- |
| Beauport             | V | V | V | V | V | V | N | V | D | N  | D  | N  | N  | V  | V  | V  | D  | V  | N  | N  | V  | V  |
| Blainville           | D | D | V | N | D | N | V | V | D | V  | V  | N  | V  | V  | D  | V  | D  | D  | D  | D  | D  | V  |
| Haut-Richelieu       | D | D | D | D | V | V | V | D | N | D  | D  | N  | D  | N  | D  | D  | D  | V  | N  | D  | V  | N  |
| Lanaudière-Nord      | D | D | D | D | D | D | D | D | D | D  | D  | D  | D  | D  | N  | N  | D  | D  | D  | D  | D  | D  |
| AS Laval             | D | D | D | V | V | D | V | D | D | V  | N  | D  | N  | D  | D  | N  | V  | D  | D  | V  | D  | V  |
| FC Laval             | V | N | V | V | D | D | D | V | V | N  | V  | V  | D  | N  | V  | D  | V  | V  | V  | V  | D  | N  |
| Longueuil            | D | V | V | V | D | N | D | V | N | D  | D  | D  | D  | N  | N  | D  | D  | V  | V  | V  | D  | N  |
| Montréal             | V | V | D | D | D | N | V | V | V | V  | N  | V  | V  | N  | D  | D  | V  | V  | V  | N  | V  | D  |
| Mont-Royal Outremont | V | V | V | D | V | N | D | V | V | D  | V  | N  | V  | N  | D  | V  | V  | D  | V  | V  | N  | N  |
| Ottawa               | V | D | D | D | D | D | D | D | D | D  | D  | V  | N  | N  | V  | N  | V  | D  | D  | D  | V  | N  |
| Saint-Hubert         | D | N | D | N | V | V | N | D | V | V  | V  | D  | V  | D  | V  | N  | V  | D  | D  | D  | N  | N  |
| Saint-Laurent        | V | V | V | V | V | V | V | D | V | V  | V  | V  | N  | V  | V  | V  | D  | V  | V  | V  | V  | D  |

### Buts marqués par journée
Ce graphique représente le nombre de buts marqués lors de chaque journée.

### Classement des buteurs
Les buteurs sont classés selon le nombre de buts par parties jouées
| #  | Buteur              | Club                     | Buts |
| -- | ------------------- | ------------------------ | ---- |
| 1  | Adama Makan Sissoko | FC Laval                 | 19   |
| 2  | Loic Kwemi          | CS Saint-Laurent         | 17   |
| 4  | Yann Regis Toualy   | CS Saint-Laurent         | 12   |
| 3  | Evans Eze           | AS Blainville            | 11   |
| 6  | Dylan Ngono         | Celtix du Haut-Richelieu | 8    |
| 7  | Rickson Aristilde   | FC Laval                 | 8    |
| 9  | Safwane Mlah        | CS Saint-Laurent         | 8    |
| 8  | Alexandre Marcoux   | AS Blainville            | 8    |
| 5  | Josue Desire Youta  | CS Saint-Laurent         | 8    |
| 10 | Guesly Alexandre    | CF Montréal rés.         | 7    |

| Source : Classement officiel des buteurs de la Ligue1 Québec. |